# Paweł Buszman
Paweł Eugeniusz Buszman (ur. 23 stycznia 1961 w Rudzie Śląskiej) – polski kardiolog, profesor nauk medycznych, konsultant medyczny w Śląskim Centrum Chorób Serca w Zabrzu, profesor Śląskiego Uniwersytetu Medycznego w Katowicach.

## Wykształcenie i kariera zawodowa
W 1975 roku, w Rudzie Śląskiej ukończył szkołę podstawową nr. 26, a następnie w 1979 III Liceum Ogólnokształcące im. J. Niewidoka.
W latach 1979–1985 studiował na wydziale lekarskim Śląskiej Akademii Medycznej w Zabrzu, który ukończył z wyróżnieniem.
W czasie kształcenia podyplomowego uzyskał specjalizacje I° i II° w zakresie chorób wewnętrznych (1988, 1992) oraz kardiologii (1995).
Dyplom doktora nauk medycznych otrzymał z wyróżnieniem w 1991, zaś doktorem habilitowanym nauk medycznych ŚUM został w 2001. W 2009 otrzymał tytuł profesora. Pierwsze kroki medyczne stawiał w Wojewódzkim Ośrodku Kardiologii w Zabrzu, kierowanym wówczas przez prof. Stanisława Pasyka i prof. Zbigniewa Religę. Swoje umiejętności zawodowe doskonalił w wiodących ośrodkach kardiologii w Polsce (Zabrze, Warszawa) oraz w czasie pobytów w renomowanych klinikach Europy i USA (np.: Herzzentrum, Bad Krozingen, Niemcy; Royal Brompton Hospital – Londyn, Wielka Brytania; University of Texas Health and Science Center San Antonio – Texas, USA; Deborah Heart and Lung Center – Browns Mills, USA). W 2015 ukończył studia Executive MBA (Master of Business Administration) w ramach TRIUM Global EMBA Programme Alumni prowadzonego przez szkoły LSE London (UK), NYSU (Nowy Jork, USA), HEC (Paryż, Francja).
Był współzałożycielem w 2000 r. i pełnił funkcję prezesa zarządu American Heart of Poland Investment Inc., prezesa zarządu American Heart of Poland SA, prezesa rady nadzorczej spółki NAFIS SA, konsultanta kardiologii American Heart of Poland SA. W maju 2019 zrezygnował z pełnionych funkcji. Zdecydował, że skupi się na działalności naukowej, rozwijaniu międzynarodowej współpracy w dziedzinie medycyny i pracy z pacjentami kardiologicznymi.

## Osiągnięcia medyczne
Paweł Buszman wprowadził metodę złożonej angioplastyki naczyń wieńcowych, z użyciem stentu wieńcowego i rotablacji u chorych z wielonaczyniową chorobą wieńcową oraz u chorych ze znacznym pozawałowym uszkodzeniem lewej komory serca. Jest pionierem w inwazyjnym leczeniu choroby wieńcowej u pacjentów ze zwężeniem pnia lewej tętnicy wieńcowej przy użyciu stentów (program LE MANS). Zajmuje się inwazyjnym leczeniem obwodowych zwężeń w naczyniach krwionośnych – w szczególności stentowania tętnic szyjnych (wykonał pierwszy taki zabieg w Polsce), tętnic nerkowych oraz udrażniania tętnic kończyn dolnych przy użyciu aterektomii (wraz z prof. dr hab. n. med. S. Kieszem wykonał pierwsze w Polsce zabiegi przy użyciu aterektomu Silver Hawk i Night Hawk). Buszman jest współtwórcą pierwszego programu interwencyjnego leczenia zawału serca w Polsce, opracował i wdrożył metody przezskórnej rewaskularyzacji u chorych z pozawałowym uszkodzeniami mięśnia sercowego (program ReHeaT), stentowania tętnic szyjnych (program CAPTAS) oraz metod miejscowego podawania leku do ściany tętnicy. Wdrożył także modele doświadczalne do oceny uszkodzenia poreperfuzyjnego mięśnia sercowego oraz restenozy tętnic wieńcowych w pracowni doświadczalnej Polsko-Amerykańskich Klinik Serca w Kostkowicach.

## Publikacje
Jest autorem 149 publikacji, które ukazywały się w recenzowanych czasopismach medycznych, takich jak m.in.: „Journal of the American College of Cardiology”, „Circulation”, „The Lancet” oraz „The New England Journal of Medicine".
Łączny impact factor (IF – wskaźnik cytowań) P. Buszmana wynosi 1028,003; z kolei wskaźnik Hirsha – charakteryzujący jego całkowity dorobek – wynosi 32.
P. Buszman publikuje także w prasie codziennej oraz w czasopismach medycznych i biznesowych. Najczęściej są to materiały dotyczące organizacji i finansowania służby zdrowia w Polsce.

## Badania naukowe
Paweł Buszman był lub jest koordynatorem i głównym badaczem wielu międzynarodowych, wieloośrodkowych badań naukowych (m.in.: POLONIA, LE MANS, FREEDOM, SYNTAX, LEADERS, RESOLUTE, SoS, OAT, PLATO, IBIS II,, SOLID TIMI52, TRITON-TIMI 38). Gości ze swoimi wykładami na zjazdach naukowych w Polsce i za granicą (jest członkiem gremium wykładowców kongresów Transcatheter Cardiovascular Therapeutics, TCTAP, NFIC), sam bierze również udział w organizacji kongresów i konferencji kardiologicznych, a także warsztatów kardiologii interwencyjnej.

## Członkostwa w towarzystwach naukowych
Jest członkiem Polskiego Towarzystwa Kardiologicznego, Europejskiego Towarzystwa Kardiologicznego (FESC), American College of Cardiology (FACC), The Society of Cardiac Angiography and Interventions (FSCAI). Członek zarządu głównego Polskiego Towarzystwa Kardiologicznego (1995–2004) oraz sekretarz ZG PTK w latach 1995–1998. Jest współzałożycielem Sekcji Kardiologii Inwazyjnej PTK (obecnie AISN) oraz Stowarzyszenia Zawodowego Kardiologów Interwencyjnych.

## Odznaczenia i nagrody
W 1984 otrzymał stypendium i Nagrodę Studencką Ministra Zdrowia. Jest także stypendystą szkoleniowym Europejskiego Towarzystwa Kardiologicznego (ESC Clinical Fellowship 1995). Jest podwójnym laureatem nagrody naukowej Polskiego Towarzystwa Kardiologicznego (w latach 1995 i 2009 – za cykl prac dotyczących interwencji wieńcowych w pniu lewej tętnicy wieńcowej), a w 1998 otrzymał medal Ministra Zdrowia Polski za osiągnięcia w medycynie. W 2013 został laureatem drugiej edycji Nagrody Polskiej Rady Biznesu im. Jana Wejcherta.
W 2015 nagrodzony tytułem Przedsiębiorcy Roku w polskiej edycji konkursu EY Przedsiębiorca Roku „Entrepreneur of the Year". Otrzymał także tytuł „Top Menedżera 2015 roku” od redakcji „Bloomberg Businessweek  Polska".

## Życie prywatne
Żonaty z dr n. med. Zofią Buszman (specjalista pediatra, pulmonolog, alergolog), ma dwoje dzieci: córkę Zuzannę, która studiuje prawo i syna Piotra, który także został lekarzem kardiologiem.